# Long black
 (septembre 2021).
Si vous disposez d'ouvrages ou d'articles de référence ou si vous connaissez des sites web de qualité traitant du thème abordé ici, merci de compléter l'article en donnant les références utiles à sa vérifiabilité et en les liant à la section « Notes et références ».

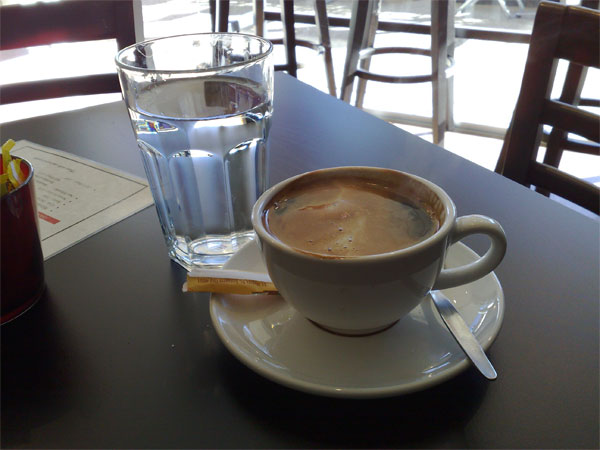
Un long black à Brisbane

Un long black (littéralement long noir) est un café, trouvé principalement en Nouvelle-Zélande et en Australie, et plus récemment au Royaume-Uni, particulièrement à Londres. 
Il est préparé en allongeant deux doses d'expresso avec de l'eau chaude (l'eau est habituellement chauffée par la machine à expresso). Un long black est similaire à un Americano si ce n'est que le long black garde la crème de l'expresso et a une saveur plus forte que l'Americano.
L'ordre suivant lequel un long black est préparé (eau puis expresso) est important car l'ordre inverse éliminerait la crème de l'expresso.
Le short black (littéralement court noir) est synonyme d'expresso en australien.